# أخيضر جمايكي
أخيضر جمايكي (الاسم العلمي:Vireo modestus) (بالإنجليزية: Jamaican Vireo)‏ هو نوع من الطيور يتبع جنس الأخيضر من الفصيلة الأخيضرية.